# Lucihormetica luckae
Lucihormetica luckae  (лат.) — вид светящихся тараканов рода Lucihormetica  Zompro et Fritzsche 1999 из семейства Blaberidae. Южная Америка (Эквадор, Banos, Tungurahua).
Предположительно исчезающий или уже вымерший вид, так как с момента его первого обнаружения в 1939 году не было найдено новых экземпляров, а в 2010 году в местах его обитания произошло извержение вулкана Тунгурауа.
Длина тела около 2 см (ширина 14 мм). Ноги короткие, бёдра средней и задней пар ног массивные, широкие. На верхней части груди L. luckae расположены два пятна, испускающих флуоресцирующий свет (предположительно, бактериального происхождения). Благодаря этой люминесценции таракан мимикрирует под ядовитых жуков из рода огненосных щелкунов (Pyrophorus), с той же длиной испускаемой световой волны. По мнению учёных L. luckae представляет собой первый в истории зафиксированный случай использования биолюминесценции в целях защитной мимикрии.
Вид был назван среди 10 самых интересных видов живых организмов (Top 10 New Species 2013), описанных в 2012 и избранных учёными из Международного института исследования видов при Университете штата Аризона из более чем 140 номинированных видов. Список был опубликован 22 мая 2013 года. Название вида дано в честь Lucka (Lucia) Vršanský.